# Rafiqun Nabi
Rafiqun Nabi, également appelé Ranabi, né le 28 novembre 1943 est un artiste et caricaturiste bangladais. Il est surtout connu pour avoir créé Tokai (en), un personnage symbolisant les pauvres garçons des rues de Dacca qui vivent dans les poubelles ou qui mendient et ont le don de dire des vérités simples mais douloureuses sur la situation politique et socio-économique actuelle du pays,. Il a reçu le prix Ekushey Padak en 1993 par le gouvernement du Bangladesh.

## Jeunesse et éducation
Nabi est né dans le district de Nawabganj, au nord-ouest du Bangladesh, en 1943. Il a commencé à dessiner dans son enfance. Au début des années 1950, son père l'a emmené à une exposition de peinture au Bardhaman House (aujourd'hui l'Académie Bangla). Il a obtenu son baccalauréat et sa maîtrise de l'East Pakistan College of Arts and Crafts (maintenant Faculté des beaux-arts de l'université de Dacca) Il a étudié sous la direction d'artistes comme Zainul Abedin et Quamrul Hassan. Il a reçu une bourse de la Fondation Asie entre 1962 et 1964. De 1973 à 1976, il étudie l'estampe à l'École des Beaux-Arts d'Athènes dans le cadre de la bourse d'études supérieures du gouvernement grec.
Nabi a été membre du corps professoral de la Faculté des beaux-arts de l'Université de Dacca pendant la période 1964-2010,.

## Carriè
Nabi a commencé comme dessinateur professionnel en 1963. Sa première contribution a été à Weekly Purbodesh. Plus tard, au milieu des années 1960, il est devenu un habitué du Shochitro Shandhani où il illustrait avec des dessins animés la rubrique Kaal Penchar Dairy d'Abdul Gani Hazari. À la fin des années 1960, il a travaillé pour le Weekly Express, un périodique anglais. En 1969, il s'est impliqué dans un périodique nommé Forum, publié par Rehman Sobhan et Hamida Hossain.
Nabi est revenu de Grèce en 1976. Il a commencé à contribuer des dessins animés à l'hebdomadaire Bichitra et Dainik Bangla. Il a créé le personnage Tokai (en), qui a paru pour la première fois dans le numéro anniversaire de Bichitra en mai 1977.